# Bei'an, Shandong
Bei'an (kinesiska: 北安, 北安街道) är ett stadsdelsdistrikt i Kina. Den ligger i Jimo provinsen Shandong, i den östra delen av landet, omkring 310 kilometer öster om provinshuvudstaden Jinan. Antalet invånare är 51163. Befolkningen består av 25 277 kvinnor och 25 886 män. Barn under 15 år utgör 15,0 %, vuxna 15-64 år 74 %, och äldre över 65 år 10,0 %.
Genomsnittlig årsnederbörd är 852 millimeter. Den regnigaste månaden är juli, med i genomsnitt 278 mm nederbörd, och den torraste är januari, med 12 mm nederbörd.